# PalaAbramo
Il Palazzetto dello Sport "Luciano Abramo", noto come PalaAbramo - e fino al 2018 come PalaSpedini - è un impianto sportivo coperto della città di Catania.

## Storia
I lavori per la costruzione del palazzetto dello sport di Catania furono avviati alla fine dell'estate del 1964, su un'area attigua allo Stadio Cibali, dove sorgeva il campo di pallacanestro all'aperto.
L'inaugurazione ufficiale dell'impianto avvenne il 1º settembre 1967, in occasione di un torneo internazionale a quattro squadre di pallacanestro, di tre giorni, la "Coppa Città di Catania", organizzato dalla sezione provinciale della Federazione Italiana Pallacanestro, che vide la partecipazione delle nazionali di Bulgaria, Italia, Jugoslavia e Romania, e che fu vinto dalla Nazionale italiana guidata da Nello Paratore.
Negli anni settanta, l'impianto ospitò le partite interne della squadra di pallavolo maschile della Paoletti Catania, vincitrice dello scudetto nella stagione 1977-78. Tra il 26 e il 28 settembre 1975, il palazzetto ospitò il "Trofeo Gherardelli", a cui parteciparono le nazionali di pallavolo maschile di Francia, Italia e Polonia, che vide il successo finale dei polacchi, all'epoca campioni del mondo.
Con la costruzione di altri palazzetti dello sport in altre zone del capoluogo etneo, avvenuta negli anni ottanta e novanta, da allora quello di Cibali è stato indicato come PalaSpedini, dal nome della piazza in cui sorge.  Nel 2013, il Comune di Catania ha adibito il PalaSpedini a centro di accoglienza temporaneo di migranti sbarcati sulle coste siciliane, provenienti dall'Africa e dal Medio Oriente, trasferiti in altre strutture un anno più tardi. Nel 2017, la struttura fu utilizzata come centro per senzatetto nel periodo invernale.
Il PalaSpedini, più tardi sottoposto a piccoli lavori di ristrutturazione, il 15 maggio 2018, in occasione della cerimonia per il quarantesimo anniversario dello scudetto vinto dalla Paoletti, il Comune di Catania lo ha intitolato alla memoria di Luciano Abramo (1933-1980), storico dirigente della società pallavolistica catanese.

## Descrizione
Il Palazzetto dello Sport "Luciano Abramo" sorge in piazza Vincenzo Spedini, nel quartiere catanese di Cibali.
L'impianto è attrezzato per le discipline di basket, pallamano, calcio a 5 e volley, a cui è prevalentemente destinato. Occupa una superficie interamente coperta di 740 m², ed ha due tribune centrali, la cui capienza complessiva è di circa 800 spettatori.